# Kors (tango)
Korset är ett mycket karaktäristiskt steg inom argentinsk tango. Oftast är det följaren som korsar sitt vänstra ben framför sitt högra efter ett bakåtsteg med höger ben. I korset sätts sedan vänsterfoten ned och vikten flyttas dit innan nästa steg.
Korset, som även kan kallas "femman" efter vilket stegnummer det har i salidan, är ett särdeles omdebatterat steg, eftersom stor oenighet har rått bland tangopedagoger i frågan om steget alltid bör föras eller i stället utföras av följaren på eget initiativ.